# 美马错
美马错（藏語：མེ་དམར་མཚོ，威利转写：me dmar mtsho，THL：Memar Tso）位于中国西藏自治区西部阿里地区境内，地跨日土县和改则县两县，地处昆仑山南麓，湖面海拔4920米，面积140.5平方公里。湖区气候寒冷干燥，年均气温-6～-4℃，年均降水量约75毫米。湖水主要靠南部的阿鲁错和西部山区冰雪融水补给。

## 交通
- 216国道